# Juledag 1900
Juledag 1900 er et maleri af Michael Ancher, det blev færdigmalet 1903 efter tre års arbejde. I samme periode arbejdede han på Anna Ancher vender hjem fra marken.

## Den hollandske forbindelse
Skagensmalerne var omgivet af familie og kunstnervenner hvilket ofte indgik i deres en maleriske fremstillinger. Friluftsmaleriet var en stor del Skagensmalernes aktiviteter, men Ancher hverken kunne eller ville slippe den klassiske kunsts idealer. Michael Ancher var forankret i den hollandske 1600tals-kunst, især Frans Hals, Johannes Vermeer og Rembrandt, som det ses i Juledag 1900 og Kunstdommere fra 1906.
I 1600-tallet malede flere hollandske malere gruppeportrætter med folk omkring et centreret bord, ofte med en bog på bordet eller andet, der fortæller om personernes erhverv.
| - Den hollandske forbindelse - Rembrandt, Staalmeesters (Klædehandlerlauget), 1662, Rijksmuseum Amsterdam. - Jan de Bray, Forstanderinder på et hospital for spedalske i Haarlem, 1667, Frans Hals Museum. |

## Motiv
På maleriet sidder familien Brøndums kvinder omkring et bord i Brøndums Hotels spisesal, med en åben bibel på bordret. De er formentlig lige blevet forstyrret i bibellæsning. Der er noget højtideligt og formelt over billedet.
Skitserne har forskelligt bordservice på bordet. 

## Persongalleri
Kvinderne på maleriet er fra venstre mod højre Marie Brøndum, Hulda Brøndum, Ane Hedvig Brøndum, Helga Ancher og Anna Ancher, omkring et bord i Brøndums Hotels spisesal. Ane og de to ældre søstre drev sammen med broderen, Degn Brøndum, Brøndums Hotel.

## Forstudier
Forlæg til maleriet er et fotografi fra ca. 1900 med Brøndum-familien i Brøndums Hotels spisesal. På fotografiet sidder damerne ved bordet flankeret af Degn Brøndum og John Brøndum, og i baggrunden er svigersønnen sammen med Anna. Den ældste datter Agnes er ikke med på fotografiet.
Ancher tegnede og malede flere skitser til billedet. De første skitser havde hele familien med, en senere skitse havde alle ting der stod på bordet med. De skitser ledte Ancher frem til den endelige komposition.

## Komposition
Kompositionen i Juledag 1900 minder om 1600-tallets nederlandske gruppeportrætter som for eksempel Rembrandts Staalmeesters (Kludehandlerlauget, se "Den hollandske forbindelse"). 

I baggrunden af Anchers billede ses hans triptykon Brænding mod kysten fra 1884/1884, som stadig hænger i spisesalen.
| - Baggrundens triptykon fra 1884/1885 - Michael Ancher, Brænding mod kysten, 1884/1885. Brøndums Hotel/Skagens Museum. |